# جان آرنالد
جان آرنالد (انگلیسی: Jan Arnald؛ زادهٔ ۱۱ ژانویهٔ ۱۹۶۳) نویسنده، و روزنامه‌نگار اهل سوئد است.